# Synageles
Synageles Simon, 1876 è un genere di ragni mirmecomorfi appartenente alla famiglia Salticidae.

## Distribuzione
Delle diciannove specie oggi note di questo genere, dodici sono diffuse nella regione paleartica e sette in America settentrionale.
In Italia sono state reperite quattro specie di questo genere

## Tassonomia

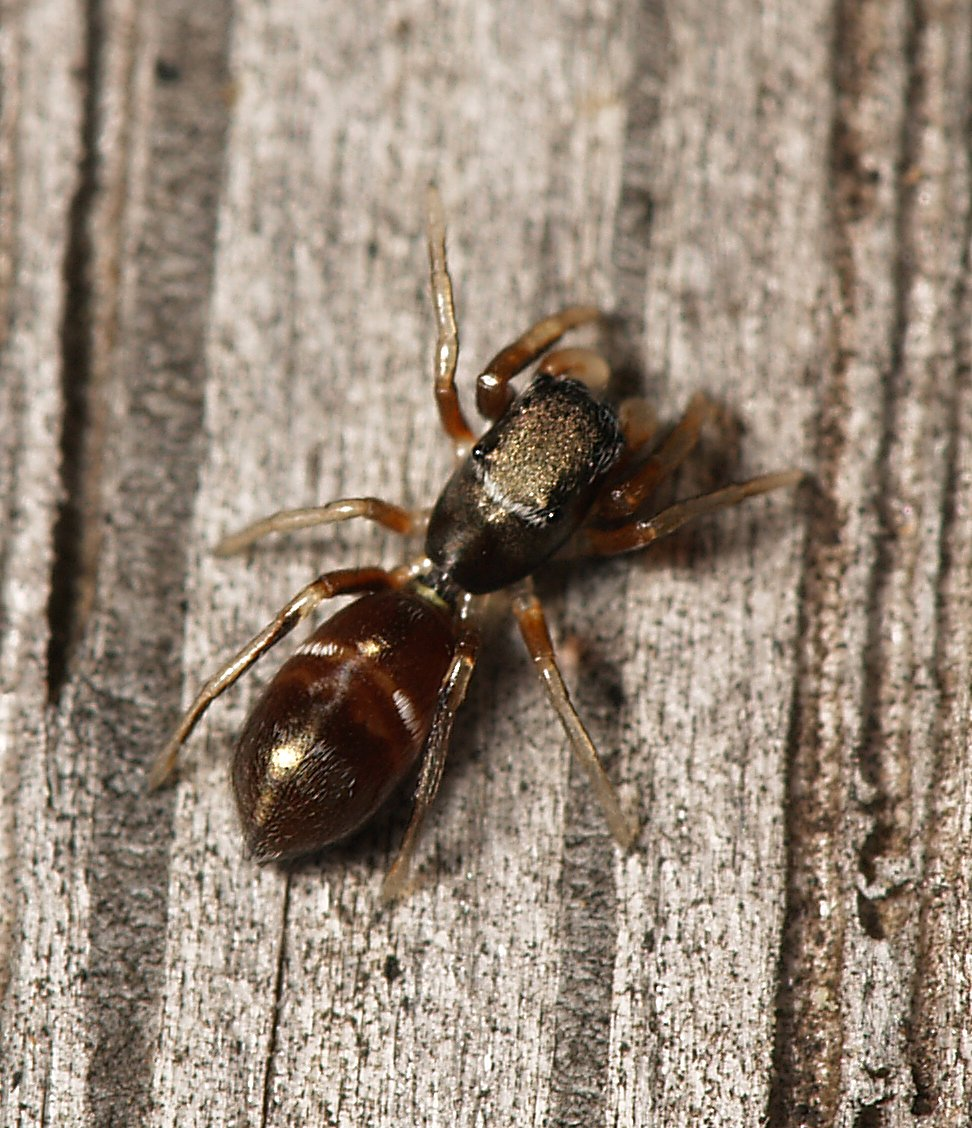
Synageles venator

Questo genere è considerato un sinonimo anteriore di Gertschia Kaston, 1945 a seguito di un lavoro dell'aracnologo Cutler, come riferito dallo stesso Kaston in una sua comunicazione del 1977.
A giugno 2011, si compone di 19 specie:
- Synageles albotrimaculatus (Lucas, 1846) — Spagna, Francia, Italia, Algeria, Tunisia
- Synageles bishopi Cutler, 1988 — USA
- Synageles canadensis Cutler, 1988 — USA, Canada
- Synageles charitonovi Andreeva, 1976 — Asia centrale
- Synageles dalmaticus (Keyserling, 1863) — Mediterraneo (presente in Italia)
- Synageles hilarulus (C. L. Koch, 1846) — Regione paleartica (presente in Italia)
- Synageles idahoanus (Gertsch, 1934) — USA
- Synageles leechi Cutler, 1988 — Canada
- Synageles mexicanus Cutler, 1988 — USA, Messico
- Synageles morsei Logunov & Marusik, 1999 — Russia
- Synageles nigriculus Danilov, 1997 — Russia
- Synageles noxiosus (Hentz, 1850) — America settentrionale, Isole Bahama
- Synageles occidentalis Cutler, 1988 — USA, Canada
- Synageles persianus Logunov, 2004 — Iran, Azerbaigian
- Synageles ramitus Andreeva, 1976 — Asia centrale, Mongolia, Cina
- Synageles repudiatus (O. P.-Cambridge, 1876) — Egitto
- Synageles scutiger Prószynski, 1979 — Ucraina, Azerbaigian
- Synageles subcingulatus (Simon, 1878) — dall'Europa all'Asia centrale
- Synageles venator (Lucas, 1836)[3] — Regione paleartica (presente in Italia), Canada

### Nomina dubia
- Synageles ovatus Franganillo, 1910; un esemplare rinvenuto in Portogallo, in cattive condizioni e di cui non si è riusciti nemmeno a determinarne il sesso, a seguito di un lavoro degli aracnologi Jiménez-Valverde & Wesolowska del 2005, è da considerarsi nomen dubium[1].
- Synageles pulcher Franganillo, 1913; esemplari femminili, rinvenuti in Spagna, a seguito di uno studio di Jiménez-Valverde & Wesolowska del 2005, sono da considerarsi nomina dubia[1].